# Fabian Bösch
Fabian Bösch (Hirschthal, 6 luglio 1997) è uno sciatore freestyle svizzero specialista dello slopestyle e del big air.

## Biografia
Fabian Bösch ha debuttato in Coppa del Mondo l'8 febbraio 2013 a Silvaplana, in Svizzera. Ha disputato le Olimpiadi di Soči 2014 terminando 23º nello slopestyle, e l'anno successivo si è aggiudicato il titolo mondiale dello slopestyle concludendo primo ai campionati di Kreischberg 2015.
Alla sua seconda esperienza olimpica ai Giochi di Pyeongchang 2018 non è riuscito ad andare oltre il 24º posto nello slopestyle. A Park City 2019 è diventato campione mondiale di big air, specialità introdotta per la prima volta proprio in questa edizione dei campionati.

## Palmarès

### Mondiali
- 2 medaglie:
  - 2 ori (slopestyle a Kreischberg 2015; big air a Park City 2019)

### Coppa del Mondo
- Miglior piazzamento in classifica generale: 20º nel 2020
- Miglior piazzamento nella Coppa del Mondo di slopestyle: 3º nel 2020
- Miglior piazzamento nella Coppa del Mondo di big air: 3º nel 2019
- 8 podi:
  - 4 secondi posti
  - 4 terzi posti